# Sibilació
| Sibilància                                                  |
|                                                             |
| So de la sibilància durant l'auscultació amb un estetoscopi |
|                                                             |

La sibilància o sibilació és un soroll respiratori anormal que apareix quan hi ha una disminució de la llum bronquial. Aquest so és més freqüent en el procés d'expiració que d'inspiració. Tot i així, també pot aparèixer durant la inspiració.

## Etiologia
Les causes més freqüents són l'asma, la bronquitis i la MPOC. També poden presentar-se en insuficiència cardíaca, bronquièctasis, emfisema pulmonar, càncer de pulmó o altres tumors que produeixin estenosi de les vies respiratòries.

## Clínica
Les sibilàncies és un soroll agut que es manifesta a causa de la disminució del calibre bronquial.